# Min-a-he-quo-sis 116C
Min-a-he-quo-sis 116C är ett reservat i Kanada.   Det ligger i provinsen Saskatchewan, i den centrala delen av landet, 2 500 km väster om huvudstaden Ottawa.
Trakten runt Min-a-he-quo-sis 116C består till största delen av jordbruksmark. Trakten runt Min-a-he-quo-sis 116C är nära nog obefolkad, med mindre än två invånare per kvadratkilometer.